# Эрасмус, Кермит
Кермит Эрасмус (африк. Kermit Erasmus; род. 8 июля 1990, Гебеха, Восточно-Капская провинция) — южноафриканский футболист, нападающий «Мамелоди Сандаунз». Выступал за сборную ЮАР.

## Биография

### Ранняя карьера
Эразм является воспитанником академии «СуперСпорт Фейеноорд» (теперь «Объединенная юношеская академия Суперспорт»). Позже, он присоединился к коренному голландскому клубу «Фейеноорд», но остался в «Суперспорт Юнайтед» в аренде, в сезоне 2007/08. Во время аренды Эрасмус сыграл 10 матчей и забил 1 гол, а команда выиграла свой первый чемпионат.
29 мая 2008 года голландский «Фейеноорд» объявил о подписании Эрасмуса из южноафриканского партнера-клуба «СуперСпорт Юнайтед». В сезоне 2008/09 Кермит подписал трехлетний контракт и получил 15-й номер. Тем не менее, он сыграл только четыре игры за роттердамский клуб, а в июле 2009 года было объявлено, что Эрасмус будет отправлен в аренду клуб-побратим «Эксельсиор», выступающий первом дивизионе. Эрасмус вместе с соотечественником Камохело Мокотджо и ещё шестью игроками отправился в аренду, ввиду соглашения двух роттердамских клубов.
10 июля 2010 года вернулся в «Суперспорт Юнайтед».
23 июля 2013 года присоединился к клубу «Орландо Пайретс».
28 января 2016 года подписал контракт на 2.5 года с французским клубом «Ренн». 13 марта дебютировал в мачте против «Лиона», заменив на 80 минуте Педро Энрике
21 января 2017 года был отдан в аренду в «Ланс» до конца сезона.
26 марта 2018 года подписал двухлетний контракт с шведским клубом «АФК Эскильстуна».
17 августа 2018 года присоединился к португальскому клубу «Витория».
18 августа 2018 года вернулся в ЮАР, где подписал контракт с «Кейптаун Сити».